# Jean-François de Bourgoing
Jean-François de Bourgoing, baró de Bourgoing (Nevers, 20 de novembre de 1748 - Carlsbad, 20 de juliol de 1811) va ser un diplomàtic i escriptor francès, ambaixador de França a Espanya.

Havent conclòs els seus estudis primaris en el col·legi militar de París, va ser enviat pel govern a Estrasburg, on va estudiar el dret públic, sent deixeble del cèlebre doctor Kucler. Després va emprendre la carrera militar, va ser nomenat secretari d'ambaixada a l'edat de 20 anys i poc després encarregat dels negocis de França prop de la dieta de Ratisbona. Va estar després agregat a l'ambaixada d'Espanya i va esdevenir ambaixador quan Mr. de Montmorin va ser cridat a París en 1777. En 1787 i 1791 fou enviat per la cort de França a Hamburg en qualitat de ministre plenipotenciari i després vingué a exercir les mateixes funcions a Madrid. Va poder salvar-se de les proscripcions de la revolució francesa, i fins i tot sembla que inspirà certa confiança al govern republicà, ja que exercí en la seva ciutat natal el primer càrrec municipal durant el regnat del Terror. Quan Bonaparte va ser nomenat primer cònsol, fou enviat a Estocolm en qualitat de ministre plenipotenciari i en 1808 fou escollit per anar a Dresden a tractar dels interessos del govern imperial. S'havia afeblit la seva salut i en 1811 va anar a prendre les aigües a Karlovy Vary on va morir en 20 de juliol d'edat de 62 anys.

## Obra
Va publicar diverses obres, entre les quals destaquen: 
- Nuevo viaje a España o Bosquejo del estado actual de la monarquía, 1789, cinco tom. en 8 con un atlas titulado: Cuadro de la España moderna.
- Memorias históricas y filosóficas sobre Pío VI y su pontificado hasta su retirada a Toscana, 1798, dos tomos en 8
- Historia de los Flibustieres, Archenholtz, París, 1804, en 8
- Historia de Carlomagno, profesor Hegewisch, 1805 en 8